# Volta a Holanda del Nord
La Volta a Holanda del Nord (en neerlandès: Ronde van Noord-Holland) és una competició ciclista que es disputa anualment a la província d'Holanda del Nord (Països Baixos). És una cursa d'un sol dia a excepció de les edicions de 1975 a 1980 que va ser d'etapes. Creada el 1946 va ser disputada per ciclistes amateurs fins al 1999. El 2005, va entrar al calendari de l'UCI Europa Tour, i actualment té una categoria de 1.2. Els equips de l'UCI World Tour no hi poden participar.
El 2020 no es va disputar per la pandèmia de COVID-19 i el 2021 per manca d'efectius policials per controlar la cursa.

## Palmarès
| Any  | Vencedor             | Segon                | Tercer               |
| ---- | -------------------- | -------------------- | -------------------- |
| 1946 | Joop Middelink       | Léo de Booy          | Tinus Kettenis       |
| 1947 | Gerard van Beek      | Piet de Vries        | Gerrit Voorting      |
| 1948 | Han Krever           | Co Geerts            | Huub Vinken          |
| 1949 | Piet Verwijmeren     | Dick Hooyschuur      | Wout Wagtmans        |
| 1950 | Wout Wagtmans        | Jos Suykerbuyk       | Dicky Kempf          |
| 1951 | Hans Dekkers         | Ed Koeman            | Wout Verhoeven       |
| 1952 | Piet van Roon        | Harri de Koning      | Aren van 't Hof      |
| 1953 | Wout Verhoeven       | Mies Stolker         | Patsy Willekes       |
| 1954 | Karel Keepers        | Martin Wolfs         | Tonny van Bockel     |
| 1955 | René Van Meenen      | Jos Janssen          | Jan Rol              |
| 1956 | Jan Rol              | Frans Mahn           | Krijn Post           |
| 1957 | Joop van der Putten  | Coen Niesten         | Joop Captein         |
| 1958 | Harry Scholten       | Ben Teunisse         | Klaas de Groot       |
| 1959 | Harry Scholten       | Jan Hugens           | Werner Swaneveld     |
| 1960 | Ab Sluis             | Jan Janssen          | Harry Scholten       |
| 1961 | Jan Janssen          | Kees de Jongh        | Bart Solaro          |
| 1962 | Henk Cornelisse      | Jean Schröder        | Cees van Espen       |
| 1963 | Marinus Paul         | Cees van Espen       | Léo van Dongen       |
| 1964 | Gerben Karstens      | Coen Visser          | Henny Peters         |
| 1965 | Evert Dolman         | Harry Stevens        | Tiemen Groen         |
| 1966 | Eddy Beugels         | Ad Russens           | Gerard Koel          |
| 1967 | Wim Dubois           | Jan van Katwijk      | Johnny Brouwer       |
| 1968 | Harrie Jansen        | Ron Snijder          | Jan Serpenti         |
| 1969 | Harrie Jansen        | Piet Hoekstra        | Hans Egberts         |
| 1970 | Tino Tabak           | Hennie Kuiper        | Jan Aling            |
| 1971 | Nanno Bakker         | Adri Duijker         | Matthijs de Koning   |
| 1972 | Wim de Waal          | Cees Bal             | Piet van Katwijk     |
| 1973 | Piet van Katwijk     | Wim de Waal          | Henk Poppe           |
| 1974 | Theo Smit            | Ad Dekkers           | Jan Aling            |
| 1975 | Piet van der Kruijs  | Arie Hassink         | Toine van den Bunder |
| 1976 | Adri van Houwelingen | Piet van Leeuwen     | Léo van Vliet        |
| 1977 | Bart van Est         | Henk Mutsaars        | Jos Lammertink       |
| 1978 | Henk Mutsaars        | Frits Schür          | Barend Huveneers     |
| 1979 | Theo de Rooij        | Arie Hassink         | Hans Koot            |
| 1980 | Théo Hogervorst      | Frits Schür          | Derek Hunt           |
| 1981 | Peer Maas            | Jos Alberts          | Bert Wekema          |
| 1982 | Théo Wallenburg      | Piet Kleine          | Marc Elshof          |
| 1983 | Erwin Kistemaker     | Fons Schootman       | Martin Schalkers     |
| 1984 | Nico van de Klundert | Johan Uitham         | Gerrit van Hall      |
| 1985 | Gérard Schipper      | Rick Hacken          | Robert de Haan       |
| 1986 | Ralph Moorman        | Erwin Kistemaker     | Gerrit Smit          |
| 1987 | Patrick Rasch        | Charles van Rooyen   | Erwin Houtop         |
| 1988 | David Pots           | Henk Brama           | Marcel Dumernit      |
| 1989 | Erik Stroombergen    | Harjan van Dam       | Michael van der Wolf |
| 1990 | Erwin Kistemaker     | Angel Polvorosa      | Rob Compas           |
| 1991 | Jans Koerts          | Rob Mulders          | Tristan Hoffman      |
| 1992 | Henri Dorgelo        | Niels Boogaart       | Martin van Steen     |
| 1993 | Patrick Rasch        | Wietse Veenstra      | Michael van der Wolf |
| 1994 | Luc Reijrink         | Marcel Vegt          | John den Braber      |
| 1995 | John den Braber      | Michael van der Wolf | Jürgen van Pelt      |
| 1996 | Rudi Kemna           | Michael van der Wolf | Niels Basingerhorn   |
| 1997 | Bjorn Vonk           | Peter Pieters        | Renger Ypenburg      |
| 1998 | Louis de Koning      | Remco van der Ven    | Ronald van der Tang  |
| 1999 | Jans Koerts          | John den Braber      | Michael van der Wolf |
| 2000 | Bjørnar Vestøl       | Andy De Smet         | Stefan van Dijk      |
| 2001 | Stefan van Dijk      | Jens Mouris          | Coen Boerman         |
| 2002 | Rudi Kemna           | Mark Vlijm           | Allan Bo Andresen    |
| 2003 | Jans Koerts          | Matthé Pronk         | Oleg Griškin         |
| 2004 | Stefan van Dijk      | Allan Bo Andresen    | Jans Koerts          |
| 2005 | Paul Van Schalen     | Andy De Smet         | Kai Reus             |
| 2006 | Kai Reus             | Evgeny Popov         | Robert Wagner        |
| 2007 | Kenny van Hummel     | Bobbie Traksel       | Wim Stroetinga       |
| 2008 | Robert Wagner        | Paul Voss            | Stefan van Dijk      |
| 2009 | Theo Bos             | Kenny van Hummel     | Michael Van Staeyen  |
| 2010 | Robert Wagner        | Geert Omloop         | Jens Mouris          |
| 2011 | Niels Wytinck        | Marco Brus           | Remco Te Brake       |
| 2012 | Gediminas Bagdonas   | Jeff Vermeulen       | Sam Bennett          |
| 2013 | Dylan Groenewegen    | Wouter Wippert       | Remco Te Brake       |
| 2015 | Johim Ariesen        | Truls Engen Korsæth  | Tristan Marguet      |
| 2016 | Mathias Westergaard  | Jim van den Berg     | Wouter Mol           |
| 2017 | Fabio Jakobsen       | Arvid de Kleijn      | Twan Brusselman      |
| 2018 | Julius van den Berg  | Cees Bol             | Wim Stroetinga       |
| 2019 | David Dekker         | Coen Vermeltfoort    | Bas van der Kooij    |